# テイルズ オブ ザ ワールド レディアント マイソロジー2
『テイルズ オブ ザ ワールド レディアント マイソロジー2』（TALES OF THE WORLD Radiant Mythology 2）は、2009年1月29日にバンダイナムコゲームスから発売されたPlayStation Portable用RPG。

## 概要
『テイルズ オブ』シリーズのキャラクターが作品を越えて共演する作品で、50人が登場する。前作では一部のキャラクターは戦闘に参加しなかったが、今回は非戦闘員以外は全員戦闘に参加する。公称ジャンル名は「君のためのRPG」。
『テイルズ オブ ザ ワールド レディアント マイソロジー』の続編だが、ストーリーの関連は薄い。また前作とは「世界樹」「ディセンダー」などの一部の要素は共通しているが、キャラクター設定は同じ人物でも異なっている。
主人公を自分で作成するキャラクターメイキングに関しては、双剣士、大剣士、モンクといった新しい職業や、新たなボイスパターンなどが追加されている。BGMはデフォルトの戦闘曲とマップ、イベントを中村和宏が担当し、桜庭統と椎名豪がそれぞれ戦闘曲を5曲提供している。また、歴代シリーズの戦闘曲がアレンジされて使用されており、シリーズのイベント曲もいくつか使用されている。桜庭と椎名の曲は各ダンジョンに設置されている「精霊台石」のパズルを解くと選ぶことができるようになる。主題歌はBACK-ONの「flyaway」（オープニングテーマ）、「where is the future?」（1周目のエンディングテーマ）、「Re:Start」（2周目以降のエンディングテーマ）。
ジャケットはリバーシブルになっており、裏は特典DVDのジャケットと同じものと、ヴェイグとセネルを除いた主人公のカットイン集となっている。

## システム

### キャラクターメイキング
前作よりバリエーションが大幅に増えている。ボイスパターンは男女それぞれ10パターン（条件を満たすともう1パターン追加）に増えている。戦闘勝利時のポーズは前作ではボイスパターンとセットで決められていたが、今作では個別に決めることができる。肌や髪の色は2周目以降にはRGBを詳細に設定することができる。
前作では1度容姿を決めると変更はできなかったが、今作では周回プレイ毎に設定しなおすことができる。

### クエスト
物語にかかわる重要任務や、モンスター退治などの様々なクエストを請け負っていく。また、テイルズ オブ シリーズのキャラクターから修行の依頼や、一騎討ちの勝負を持ちかけられることもある。クエストにも種類があり、チャットに話しかけることで受けられる「ストーリークエスト/サブクエスト」と、テイルズ オブ シリーズのキャラクターから個人的に依頼される「キャラクタークエスト」がある。

### 戦闘システム
基本的には前作と同じ「FR-LMBS」であり、戦闘では3D空間を「フリーラン」で自在に動き回ることができる。また、軸補正、作戦の詳細な設定など、『テイルズ オブ イノセンス』の要素が多く取り入れられており、一部のキャラクターは空中でコンボを繋げることが可能となっている。
「オーバーリミッツゲージ」も前作に引き続き登場するが、前作のシステム「連携」はなくなり、『テイルズ オブ イノセンス』の「インフィニティジャム」が登場する。オーバーリミッツ中に発動でき、ゲージがなくなるまで敵の動きが停止し、パーティメンバー全員で敵一体を一方的に攻撃し続けることができる。
術技には3つのスロットが用意されており、各スロットに4つの術技、合計12個の術技をセットできるようになっている。
キャラクターごとの強力な術技「秘奥義」は前作から大幅に改良されており、全員にカットインの演出があり（主人公や傭兵は職業に対応した紋章）、敵が残り1体の時に秘奥義を発動し、その途中で敵のHPが0になるとその時点で戦闘終了するという問題点も解消された（秘奥義演出が終わってから戦闘終了する）。なお、『テイルズ オブ ファンタジア』・『テイルズ オブ エターニア』の一部のキャラクター、『テイルズ オブ リバース』・『テイルズ オブ レジェンディア』のキャラクターには秘奥義は存在しない（秘奥義を覚えないのは「原作を尊重したため」と語られているが、秘奥義のない『テイルズ オブ ザ テンペスト』から出演している2人はそれぞれ「獣化」「セイクリッドシャイン」を秘奥義として習得する）。
前作では、秘奥義は全術技を修得およびマスターすることで修得できたが、今作では秘奥義が使えるキャラクターは全員LV.45で秘奥義を覚え、術技をマスターする必要もない。また、消費TPは前作の100から1になっている。
今回登場する敵キャラクター（エネミー）については前作同様『テイルズ オブ ジ アビス』が9割以上採用されているが『テイルズ オブ ジ アビス』以降の敵キャラクターも少ないが採用され登場している。

### 職業
- 戦士 - 剣や斧を振り回すパワー重視の職業。剛招来で更に火力を増すことも可能。最初から選択可能。
- 剣士 - 剣を使い多彩な技で戦う職業。シリーズ伝統の技が多く、バランスが取れている。前作は上級職だったが、今作では最初から選択可能。
- 格闘家 - 己の肉体を武器とする職業。ダウン中の敵に追撃できる投げ技を持つ。前作は上級職だったが、今作では最初から選択可能。
- 盗賊 - 素早い動きから手数で攻める職業。アイテムを盗む技を使用可能。最初から選択可能。
- 狩人 - 弓で遠距離から一方的に攻撃できる職業。前作は上級職だったが、今作では最初から選択可能。前作から登場している職業では唯一秘奥義が変更されている。また、前作で覚えていた回復技なども今作では覚えない。
- 魔術師 - 強力な魔法で攻撃する職業。詠唱を要するが火力は随一で、パーティの大砲的存在。最初から選択可能。
- 僧侶 - 回復・補助魔法で味方をサポートする職業。光魔法も幾つか覚え、攻撃もこなす。最初から選択可能。
- 魔法剣士 - 剣と魔法を使いこなす職業。前作と異なり回復魔法は覚えない。前作と同じく上級職で、最初は選択不可能。
- ビショップ - 攻撃魔法と回復魔法をバランスよく習得する職業。前作と同じく上級職で、最初は選択不可能。
- 忍者 - 特殊な動きや技で戦う職業。仰け反り無効等の特殊な技を習得する。前作と同じく上級職で、最初は選択不可能。

新しく追加された職業
- 双剣士 - 両手に片手剣を装備し、手数の多さで攻める上級職。剣のスキルは2つ分使える。しかし、攻撃力は2つの剣の平均値になるため、むしろ剣士や魔法剣士より低くなる可能性もある。傭兵はラザー（男）とザジ（女）。
- 大剣士 - 身の丈ほどの非常に大きな剣で戦う上級職。普通の通常攻撃の一撃は遅いが、右または左と○ボタンと組み合わせるとかなり速くなり、威力にも秀でる。技も手数が多くて範囲も広く、隙の少ない優秀なものも覚える。全職業の中で一番攻撃力が高い。傭兵はトラビス（男）とサンディ（女）。
- モンク - 格闘家としての能力を保ちながら、治癒功などの回復術も使用する上級職。但し、投げ技は持たない。傭兵はイヅマル（男）とリュー･イー（女）。
- 海賊 - 短剣と銃の2つの武器を扱う上級職。癖の強い技が多く扱いづらいが、遠近共に戦えるのが強み。傭兵はバーニー（男）とアラニス（女）。
- 聖騎士 - 大剣を携え、強力な剣技と回復魔法を使いこなす上級職。戦士系職中唯一「秘技」を覚えない。全体的のパラメーターでは、一番優秀。傭兵はパイパー（男）とペール（女）。

### web連動
前作に引き続きネットワークに対応しているが、PCを経由してではなく、PSPからのみ接続可能となっている。
傭兵
自分の作成したキャラクターをサイトにアップデートすることができる。他人がアップロードしたキャラクターは傭兵として雇うことができるほか、話しかけると共に「EXダンジョン」に行くことができたり、闘技場に乱入されることがある。
配信アイテム
サイトでは様々な装備品が配信されており、「ソウルキャリバー」や「クラースの帽子」などといった、ナムコに関係のあるものも存在する。
EXアタック
EXアタック用のデータをダウンロードし、特定の条件下でゲーム開始からどれだけ経験値を稼ぐことができるかを競う。

### セーブデータ引継ぎ
前作のセーブデータを読み込むと、ゲーム中に以下の新たな要素が解放される。
- 大剣「セブンスサマー」（カノンノが装備している剣）
- 称号「テレジアの救世主」
- 闘技場にてゼロスとジェイドの2人組と戦える「ビバトル！ テイルズ オブ」

### テイルズ オブ ゴールデンビクトリー
クリア後に周回プレイと継続プレイの内、継続プレイを選ぶと発生するクエスト。『テイルズ オブ シンフォニア』のゼロスと『テイルズ オブ  ジ アビス』のジェイドが司会となり、テイルズ オブ シリーズのキャラクターと様々なトークを繰り広げるという、「ビバ☆テイルズ オブ」の番外編。
ゼロス役の小野坂昌也による『テイルズ オブ ジ アビス』の特典DVDでの発言が元ネタ。

## ストーリー
舞台は世界樹が齎すエネルギー「マナ」によって生命が育まれている世界グラニデ。この世界では、遠い昔に戦乱を終結に導いた世界樹の守護者ディセンダーの逸話が伝説として語り継がれていた。ある日、海賊船バンエルティア号の甲板に、空から主人公が降ってきた。自分の名前以外何も覚えていない主人公はバンエルティア号を拠点とするギルド「アドリビトム」に所属し、ある目的のためバンエルティア号に乗り込んで旅をしている少女カノンノや、テイルズ オブ シリーズのキャラクターたちと共に、「小さなお手伝い」を始めていく。
枯渇しつつあるマナに代わる新たなエネルギー「ラルヴァ」の研究が行われていることを知った主人公たちは、ラルヴァのデモンストレーションに立ち会う。ラルヴァ研究者のジャニスはラルヴァについて「特殊な資源を使わず生成可能」という利点と、「マナの少ない場所でしか生成できない」という欠点を集まった科学者たちに説明する。この欠点に疑問を持った主人公たちの調査により、ラルヴァが生物の負の想念によって生まれるものであることや、負の想念を浴びた人間が魔物となってしまうことが明らかとなる。
ジャニスが世界樹の根を切ろうとしていることを知らされた主人公たちはジャニスの元へ向かい、ラルヴァの正体について話す。ジャニスは根を切ることをやめるが、誤って世界樹を傷つけてしまい、溢れ出た負の想念が人の形を取って現れ「ゲーデ」と名乗る。世界樹から溢れ出た負の想念が世界を包む中で、主人公がディセンダーであることが明らかとなる。また主人公たちが異世界の賢人ニアタに教えられた世界樹の修復方法を試みる中で、世界樹が負の想念をマナに変えていることが明らかとなる。
修復された世界樹が負の想念を吸収してマナに変えていくが、ゲーデが妨害する。主人公はゲーデを退け、ゲーデとともに世界樹へと帰る。

## 設定
世界樹が危機に瀕したとき、世界を守護するために世界樹の守り手「ディセンダー」が現れるとされ、負を祓う力を持つ。グラニデでは過去に一度、昔起きたマナ争奪戦争の際に現れており、戦争を終結に導いた。このときのディセンダーの物語は絵本などで世間に知られているが、信憑性の点ではおとぎ話程度にしか考えられていない。現れた場合、その前に出現した際の記憶を覚えているか忘れているかはディセンダー自身の願いによって変わるらしい（パスカ・カノンノは前者、グラニデのディセンダーは後者を選んでいる。主人公も継続プレイを選択すると、記憶を覚えた状態で再出現する）。
世界樹は世界の中心に位置し、負を受け止めマナに替えている。世界の生みの親であり、世界に刻まれた人々の営みなどの「記憶」を基にして種子をつけ、新たなる世界を生み出す生命体。グラニデの世界樹は元々パスカの世界樹の種子から生まれた。内部にはダオスという人物が世界樹の記憶として存在している。
負は人間（生物）が生み出す、妬みや恨みなどの感情。消滅させることは不可能。誰もが「負」を抱えており、それが顕著になるとその負を持つ人物や、怪物の姿を形作ることがある。グラニデの精霊が世界樹に「負」を送る儀式を「穢れ流し」と呼ぶが、精霊セルシウスは負を「無」にするものだと思っていた。実際は上述の通り「負」を「マナ」に変えている。
会話中にはシリーズキャラクターの故郷「グランマニエ皇国」や「ナパージュ村」などが登場するが、ゲーム本編では行くことはできない。

## 登場キャラクター

### オリジナルキャラクター
主人公（デフォルト名なし）
声 - （下記参照）
- （男）金子英彦 / 河本啓佑 / 戸塚利絵 / 日置秀馬 / 松村幸洋 / 坂熊孝彦 / 宮崎寛務 / 金光祥浩 / 藤本たかひろ / 宮坂俊蔵 / 小野坂昌也（2周目以降）
- （女）佐藤聡美 / 佐々木愛 / 戸塚利絵 / 西川真美 / 三上枝織 / 臺奈津樹 / 上岡麻佳 / 安田早希 / 藤堂真衣 / 斉藤佑圭 / 関根裕子（2周目以降）

本作の主人公。ゲーム開始時に性別、外見、声、職業などを自由に選択できる、プレイヤーの分身。本作の舞台グラニデのディセンダー。
ゲーム開始時にバンエルティア号の甲板に落ち、記憶喪失だったため現場に居合わせたカノンノ、パニールの勧めでバンエルティア号の一員となる。前述の通りディセンダーだが、ストーリー中盤でセルシウスが言うまでクラトス以外は本人含め誰も気付いていなかった。記憶は失ったのではなく、最初からなかった。通常、精霊にしか見えないという光（世界樹を奉じる家系であるコレットやゼロスにはそれらしきものが見えていたようである）をまとっており、負を取り払うことができる。
オープニングムービーでは双剣士として、デフォルトの服装で登場。
男か女かでキャラクターの一部のセリフとゼロス、ガイからの扱われ方が異なる。また女主人公の場合、一部の体装備が露出度の高いものになる。
戦闘中では技名を叫んだりするが通常時はほぼ喋らないらしく、とあるイベントでバルバトスからツッコまれている。
カノンノ・イアハート
声 - 伊藤かな恵
本作のヒロイン。セーラー服のような格好をした、前作のカノンノに瓜二つの少女。両親も故郷も知らず、幼いころから夢の中で聞く声が両親のものではないかと思いその正体を知るため、バンエルティア号に乗船する。セブンスサマーという大剣を操り、声が教えてくれたという剣術や魔法を駆使して戦う魔法剣士。
セブンスサマーはナツナッツ族の羽根でできており、不思議な力があって重さや大きさが変えられ、女性のカノンノにも軽々と振ることができる。普段は小さくして腕のポーチにしまっている。ちなみにポーチには前作の登場人物・モルモのアップリケがついている。
実は前作に登場した、異世界パスカのディセンダーであるカノンノ「パスカ・カノンノ」の生まれ変わり。パスカが寿命を迎えて消滅する際「普通の女の子に生まれ変わりたい」と願ったため、グラニデの世界樹がその願いを叶え、グラニデに一般人として生まれ変わった。夢の中の声は、パスカ消滅後に異世界を旅していたニアタと同調していたために聞こえていたのである。ちなみに出身は人間とナツナッツ族が共存する小さな村だったが、その村は赤子の頃に天然ガス噴出と地盤沈下による災害で滅んでしまい、実両親もその時に亡くなっている。
次回作『テイルズ オブ ザ ワールド レディアント マイソロジー3』にも登場する。
パニール
声 - 三輪勝恵
本作のマスコット。ナツナッツ族という、前作のモルモのような姿をしている。元々カノンノと同じ村出身であり、忙しいカノンノの実両親に代わって彼女の育児をしていたが、村が災害で滅んだ際は自身とカノンノだけが生き残り、彼女の実両親の死も知っていたが彼女に言えずにおり、二人で生きてきた母親のような存在である。船内では家事全般を主に行っている。また、彼女に話しかけることで装備品を預けたり、貴重品を引き出したりすることができる。恋愛小説を読むのが趣味。客人のもてなしやギルドメンバーたちにココアを淹れてくれる。
ナツナッツ族は総じて寿命が短く、老年期に入ると急激に老化が進むが、「恋」をすれば老化が遅くなるという特徴を持っている。エンディングではジャニスの熱烈なアプローチにより彼と結婚している。
ジャニス・カーン
声 - 遠藤守哉
ラルヴァを発見し、研究している科学者。天才だが奇抜な発想と性格のため学界からつまはじきにされている。しかし、根は研究者としての志を持っており、ラルヴァの危険性を聞いて考えを改める真面目な性格。日本語の中に「アイドントノウ!」など英語を混ぜる独特の言葉遣いをする。
世界の貧富差をなくすためラルヴァを精製したが、負に囚われることはなく、パニールは「強い心の持ち主」と言っている。世界樹を傷付けてしまうが、ラルヴァの危険性を知ってからは反省し、アドリビトムとは離れた所で研究を続けながら世界樹回復にも協力する。
負から世界が救われた後は、グランマニエになくてはならない研究者となっており、ラルヴァではない代替エネルギーを完成間近としている。また、パニールと結婚しパニールからダーリンと呼ばれ、漫画版では助手に「ダディ」と呼ばせている。
助手 / スー・シースー
声 - 高戸靖広
本名は「スー・シースー」。ジャニスの助手の少年。よく「ニャー！」と叫ぶ。背は低く腕も短いようで、白衣から手が出ていない。
ショー・コーロン
声 - 佐藤正治
ナナリー及びデスティニー組のメンバーが元々所属していた他国ギルドの親分。小さい「っ」を抜いて語尾に「ゾナ」を付けて喋るのが特徴。性格に難があるようであり、ナナリーとひと悶着を起こした結果、ギルドの主力メンバーがごっそりとアドリビトムに移籍することになってしまった。
名前の由来は「商工ローン」。
ニアタ
声 - 大場真人
パスカの世界の賢人達の精神集合体。一人称は「我々」。グラニデの常識をはるかに超える高い科学技術を有する。パスカのディセンダーを助けるため自分達の人格を機器に移し、パスカ消滅後もその人ならぬ身は滅びなかったため、以後多くの異世界を渡り歩いてきた。
様々な世界を見て回っており、バンエルティア号のようなものも見たことがある。前作の舞台「テレジア」を訪れたこともあり、その際にテレジアのディセンダーや、異世界「ヤウン」のディセンダーと会話をした。
ちなみに、リフィルたちが訪れた時に「6,000年ぶりの訪問者」と言っているため、最低でも6,000年以上は生きている。
カノンノが聞いていた声の正体で、カノンノはニアタの声を聞いて魔法や剣を覚えた。
パスカ・カノンノ
前作のヒロイン。ディセンダーにして、カノンノ・イアハートの前世。
本作では既にパスカの世界が寿命で消滅しているため彼女も死亡しているが、獄門洞にある黄泉の門で精神体のような形で現れ、ニアタに希望を与えた。
登場はイベントの際のみであるため、ニアタ以外のキャラとは絡まずに出番も僅かしかない。
前作では「カノンノ」としか呼ばれていなかったが、本作ではカノンノ・イアハートとの区別のため「パスカ・カノンノ」と表記されている。
ゲーデ
声 - 野島健児
本作のラストボス。右の眼が赤、左の眼が黄色のオッドアイ。骨が肥大した形で露出した、鉤爪のような異形の右腕が特徴。
ジャニスが世界樹を傷つけたときに負と共に現れた。世界樹が蓄えていた人間の負が具現化した存在で、世界樹を含む全てを憎み渇望している。自身を消されるだけの存在（殺される）と思っており、それに抗うように世界にも自分と同じ苦しみを味わわせようという野望を持っている。負を取り込むことで自身も強くなるが、人間と同様に激しい痛みや悲しみなども共に感じる。
ロッタ
声 - 斉藤佑圭
前作にも登場している傭兵。職業は僧侶。ゲームでは単なる傭兵に過ぎずストーリーにも登場しないが、漫画版では本編に登場し、単行本では彼女を主人公としたおまけ漫画が描かれ、ツンデレという性格も設定された。

### シリーズキャラクター
名前の横の★は本作で新規参戦したことを意味する。
テイルズ オブ ファンタジア
クレス・アルベイン★声 - 草尾毅
ロゼット村で剣術師範をしていた剣士。ナパージュ村に続きロゼット村でもラルヴァが導入され、それに反対したため村を出る。村でもギルドに所属しており、反対派の村民をグランマニエで受け入れてもらった恩返しをするためアドリビトムで働き出す。村民受け入れの際のやり取りから、ジェイドに対して当初は軽い不信感を持っていた他、チャットから海賊と聞いて少し疑っていた。
原作にあった「小粋なジョーク」は少々度が過ぎる形で使われている。ミントから想いを寄せられているものの気づかない為、ナナリーやアニーに呆れられている。
ミント・アドネード★声 - 岩男潤子
清楚な雰囲気の法術使い。クレスに密かに想いを寄せており、すずにクレスの身辺調査を頼んでいた。
チェスター・バークライト声 - 伊藤健太郎
クレスの友人の弓術士。温室育ちであるリオンとはあまり気が合わない。妹のアミィは原作序盤で死亡していたが、本作では存命。
アーチェ・クライン声 - かないみか
クレスの友人。明るい性格のハーフエルフの少女。箒に乗って空を飛んでいるため、地上の敵からは逃げやすい。ストーリークエストにおいての出番は無し。
藤林 すず★声 - 川田妙子
アワユキ出身の忍者。忍者故に非情で冷静な性格だが根は年相応の子供らしい性格である。ストーリークエストにおいての出番は無し。
ダオス★声 - 森川智之
今作はゲームクリア後に出現するダンジョン「世界樹の洞」に隠しボスとして登場する。その強さは想像を絶する（ダンジョンそのものの難易度が最大難度で固定のため）。

テイルズ オブ デスティニー
漫画版での入団シーンは端折られておりいつの間にかアドリビトムに所属している。
スタン・エルロン声 - 関智一
リーネの村出身の田舎者の青年。のんびりした性格。リリスがバンエルティア号に来た事によって実家の祖父が大丈夫かどうか心配している。
ルーティ・カトレット声 - 今井由香
常に儲け話を探しているトレジャーハンター。将来は孤児院を建てようと思っている。リオンの理解者でもある。
リオン・マグナス声 - 緑川光
双剣を扱う天才少年剣士。誰に対しても冷たく接するが、主人公のことは内心では非常に信頼している。また、ティアに「協調性に欠けるのは感心しない」と言われた。パニールの作ったモンブランが好物のようでこれのために依頼を受けたこともある。原作と違い、白い手袋をつけている。
闘技場ミッション「人気者は辛いよ」では共に人気投票1位の経験があるクラトスとタッグを組んでいる。
フィリア・フィリス声 - 井上喜久子
おっとりした性格の女性。教会の司祭。
クエスト「テイルズ オブ ゴールデンビクトリー」では、自分がメガネ、お下げ髪、知的、僧籍などの属性の塊なのに、あまり出番が無いことに不満を持っている。
ウッドロウ・ケルヴィン声 - 速水奨
冷静で落ち着いた雰囲気のある男性。ある国の皇太子だが身分を隠している。
クエスト「テイルズ オブ ゴールデンビクトリー」では、自分の存在感の無さを自覚して、それに不満を持ち、フィリアと共に戦闘を挑んでくる。
マイティ・コングマン★声 - 玄田哲章
闘技場のチャンピオンとして君臨する男。勝利すると主人公にリベンジするためバンエルティア号に乗り込んでくる（その時にフィリアに一目ぼれする）。そのため加入が唯一任意となっている。自分の拳で戦うが武器は一通り扱えるらしく、マオのトンファーなども軽々と振り回す。
加入が任意であり、ストーリークエストでの出番もないため、クエスト「テイルズ オブ ゴールデンビクトリー」では、オマケキャラ扱いなことに不満を持っている。
リリス・エルロン★声 - 沢口千恵
スタンの妹。武器はお玉。家を出てから連絡の一つもよこさない兄に怒り、祖父をほったらかしてやって来た。チェスターの妹アミィとは文通友達。
クエスト「テイルズ オブ ゴールデンビクトリー」では、女の子グループの一人で、自分の恋愛の対象相手の確約がなかったことに不満を持っている。ストーリークエストでの出番は無し。

テイルズ オブ エターニア
リッド・ハーシェル声 - 石田彰
ギルド設立初期メンバー。元々は猟師だったが、マナの減少の影響などで仕事が上手くいかなくなり、ギルドで働き始める。ファラの尻拭いをさせられることが多い。かなりの食いしん坊で船にあった食料を一人で食べきる程。
ファラ・エルステッド★声 - 皆口裕子
ギルド設立初期メンバー。アドリビトムを発足した人物。人のために何ができるかを考えているが、やる気が空回りしている。
過去に大きな災害を引き起こしており、その時の思いが負となって具現化した姿「ネガ・ファラ」がスーリークエストでボスとして登場する。
キール・ツァイベル★声 - 保志総一朗
ギルド設立初期メンバー。リッドとファラの幼馴染。飛び級での大学生で、修士論文を書くためにバンエルティア号に乗船している。頭が固く、融通の利かない性格だが根は仲間想いで気のいい性格。
クエスト「テイルズ オブ ゴールデンビクトリー」ではゼロスたち不在の際にスパーダと共に司会代行を務めたが、うまく進行できなかった。
チャット★声 - 野田順子
ギルド設立初期メンバー。海賊アイフリードの子孫。少年のような容姿で一人称は「ボク」だが女性。先祖の遺産「バンエルティア号」の船長兼アドリビトムギルドマスター。しかしジェイドがいいように仕切ったり、周りが色々と勝手な行動を起こすために気苦労が絶えない。また、本人は今も海賊のつもりでいるため、ギルドに新しいメンバーが入ると「子分」とみなすので、海賊の子分呼ばわりに困惑するメンバーもいる。
動物が苦手で、ユージーンや獣人化したカイウスに話しかけられると怯える。機械いじりは得意だが暗算は苦手。コングマンのファンらしい。
原作と勝利ポーズが大幅に変わった（原作では座っていたが今回は腕を斜め上に突き出すポーズへと変更されている）。
バンエルティア号の船長兼アドリビトムのリーダーのためストーリー自体には絡むことは多いがストーリークエストでの出番は無し。
セルシウス★声 - 水城レナ
氷の精霊。暴走していた所を主人公に助けられる。負に蝕まれ人の形をとってしまったために、精霊界へ戻れなくなってしまった。
性別の概念はないが、女性的な容姿をしており、ゼロスなどからは女性として認識されている。氷の精霊であるため体は常に冷たいらしく、「歩く冷房」と言われる。
出典は『テイルズ オブ エターニア』だが、担当声優は『テイルズ オブ シンフォニア』・『テイルズ オブ レジェンディア』の声優であり、戦闘曲は『テイルズ オブ ファンタジア』で、『テイルズ オブ リバース』のキャラクターと絡むことが多い。また、口調や性格も『エターニア』のセルシウスとは異なり厳かな雰囲気となっている。
クエスト「テイルズ オブ ゴールデンビクトリー」では、ストーリーによく絡んでいるにもかかわらず、自分のキャラの扱いの悪さに不満を持っている。

テイルズ オブ デスティニー2
カイル・デュナミス★声 - 福山潤
英雄を目指している少年。若いころの両親に会うためにリアラとともに過去へと時間移動をしていたが、なぜかグラニデに到着してしまった。その両親とはスタンとルーティで、こちらの世界にも2人がいることに驚いている。ハロルドの助言により、スタン達に自分の正体を明かしていない（歴史改変を回避するため）。背が低いことを気にしている。コングマンのファンになった1人。
リアラ★声 - 柚木涼香
異世界からカイルとともに時間移動してきた少女。カイルにベタ惚れしている。ストーリークエストでの出番は無し。
ナナリー・フレッチ声 - 川上とも子
元々はショー・コーロンのギルドに所属していた。面倒見のいい性格で、リリスやクレアからは憧れの的となっている。ミントに対して鈍感なクレスに呆れていた。関節技が得意であり、チェスターやスパーダがその犠牲となった。
ハロルド・ベルセリオス声 - 平松晶子
自他共に認める天才科学者。ニアタの知識にいち早く理解を深めた。ショー・コーロンのギルドに所属していたが、珍奇な発明に依頼者からのクレームが起きてギルドを解雇され、避難勧告が出ているカレンズ諸島でバカンスをしていた。その名前から、一部では男性と思われていたようである。
リアラの秘奥義「アクアリムス」の「具現せよ精霊の結晶」という台詞は、原作ではハロルドのものである。装備している武器は「天才ハロルドの杖」。
バルバトス・ゲーティア★声 - 若本規夫
遥か昔、ディセンダーと伝説の装備「レディアント」を求め続けた戦士。ストーリーで1度登場し、その後も何度かクエストで戦うことになり、レディアントに関するクエストでも登場する。クリア後に出現するダンジョン「世界樹の洞」や、闘技場に現れることもある。
『テイルズ オブ デスティニー』と同様、アイテム使用に対するカウンター秘奥義「アイテムなぞ使ってんじゃねぇ！」を持っている。発動すればアイテムを使ったキャラクターだけでなく、近くの仲間も巻き込まれることがある。また、秘奥義は「アイテム使用」に対し発動するため、オーバーリミッツを解放しなくても何度でも使ってくる。出典は『テイルズ オブ デスティニー2』だが、使用する技はPS2版『テイルズ オブ デスティニー』のものである。

テイルズ オブ シンフォニア
ロイド・アーヴィング声 - 小西克幸
ナパージュ村に住んでいた双剣を扱う少年。幼馴染のコレットを心配してついてきたが、リフィルから宿題を大量に出されて苦労している。『テイルズ オブ シンフォニア』からの登場キャラクターの中で唯一ストーリークエストに参加しない。
コレット・ブルーネル★声 - 水樹奈々
代々世界樹を奉じる家系の神官。戦闘時には背中から羽のようなものが生える。天然ボケで犬好き。ロイドからもらったペンダントを大事にしている。カノンノと仲が良いようであり、ストーリークエストに一緒に参加したり、会話でもよくカノンノのことを話したりしている。
クラトス・アウリオン声 - 立木文彦
リフィルに雇われている傭兵。実はディセンダーの介添人であり、伝説の装備「レディアント」や、それを狙っていたバルバトスなどに詳しい。トマトが嫌い。
闘技場ミッション「人気者は辛いよ」ではともに人気投票1位の経験があるリオンとタッグを組んでいる。
ストーリーを進めると、レディアントを入手するクエストをクラトスから受注できるようになる。
ジーニアス・セイジ声 - 折笠愛
リフィルの弟。武器はけん玉で魔術を使う。ジェイドと対面時には彼のことをバンエルティア号の船長だと思っていた。
リフィル・セイジ声 - 冬馬由美
ナパージュ村で教師をしていた女性。ジーニアスの姉。遺跡を前にすると豹変する。水が苦手で泳げない。ラルヴァがナパージュ村に導入された際、安全性が確認されていない事を理由に導入に反対したため、ラルヴァ賛成派の反感を買う。独自に進めていた安全性の研究まで邪魔されるようになったので、村を出てアドリビトムに身を寄せ、研究を続ける。周囲からは頼りにされており、難解な文字を「リフィルさんなら読み解いてくれるだろう」などと言われている。
プレセア・コンバティール★声 - 桑島法子
ラルヴァに触れてから感情を失った少女。巨大な斧を軽々と扱う。子供と指摘されることを否定している。にくきゅうが好き。
クエスト「テイルズ オブ ゴールデンビクトリー」では、女の子グループの一人で、自分の恋愛の対象相手の確約がなかったことに不満を持っている。
ゼロス・ワイルダー★声 - 小野坂昌也
世界樹を奉じる家系の直系にあたる人物だが、軽い性格で「不良神子」を自称している。職業は神子となっているが実際は魔法剣士。女好き。主人公の性別によって態度が大きく違う（女性の場合は初対面時の自己紹介が長く男性の場合は「その他大勢さん」と言われる）。彼曰く「人気投票順位が高いやつは俺様の敵」であるらしく比較的順位が高い男性（リオン、リッド、ルーク、ガイ、ルカなど）には嫉妬している。ルカに関してはこれから人気が出そうだから敵らしい。
クリア後にはクエスト「テイルズ オブ ゴールデンビクトリー」にてジェイドと共に司会を務める。また前作からの引き継ぎ特典で闘技場クエスト「ビバトル！ テイルズ オブ 」でジェイドと共に向かってくる彼らと戦うことが出来る。そのためクリア後は頻繁に登場する。

テイルズ オブ リバース
ヴェイグ・リュングベル★声 - 檜山修之
ガレット村に住んでいた剣士。無口だが、仲間のことを大切に思っている。ピーチパイが大好物。氷の精霊セルシウス護衛のため、また村の住人をアドリビトムを通じてグランマニエ皇国に保護してもらったため、船に乗り込む。村では穢れ流しの儀式に参加しており、セルシウスと面識がある。
歴代主人公の中で自分だけ魔神剣を覚えていないために拗ねている（というが、カイルとユーリも覚えない。正確にいえば、唯一飛び道具を覚えない）。今作では、特定のクエストをこなすと魔神剣を習得する（未習得時でも、各主人公との腕試しクエストや闘技場などで対決すると魔神剣を使用する）。
クエスト「テイルズ オブ ゴールデンビクトリー」では、『リバース』の主人公である自分が前作で出られなかったことや、「ビバ！ テイルズ オブ」でオチキャラとしてしか扱われなかったことをアニーに力説した。
クレア・ベネット★声 - 安田未央
ヴェイグの幼馴染。暴走したセルシウスに氷漬けにされるが、セルシウスが正気に戻ると彼女も氷から解放され、アドリビトムに加入する。特殊な能力などは持っておらず、戦闘には参加しない後方支援（要するに家事）要員。彼女が作るピーチパイは甘党のリオンやチャット、リッドに好評。
マオ★声 - 渡辺明乃
記憶喪失の少年。即興で歌を作り、歌うことが好き。着ている服はユージーンのおさがり。リリスやジーニアスが使っている武器について疑問視している。
ユージーン・ガラルド声 - 石塚運昇
「ガジュマ」という種族の大柄な男性。元軍人。アニーの父親と親しい。実は仕えていたのはウッドロウの国の軍であり、彼の正体を知っている。
アニー・バース声 - 矢島晶子
医者を目指している少女。父親も医者。恋愛小説が好きで、パニールとよく本の貸し借りをしている。名前が似ているアミィやアニス、後姿が似ているイリアに間違えられることがある。父ドクター・バースは今作では存命。クエスト「テイルズ オブ ゴールデンビクトリー」では、自分のキャラの扱いの悪さに抗議し、ヴェイグと共に戦闘を挑んでくる。

テイルズ オブ レジェンディア
セネル・クーリッジ声 - 鈴村健一
海の治安を守っているマリントルーパー。海上知識の専門家としてアドリビトムに招かれた。落ち着いた性格で、世界中の地理に詳しい。パン作りが得意。
クロエ・ヴァレンス★声 - 浅野真澄
セネルの友人。正義感の強い性格だが、それゆえに問題を起こすことも多い。重度のカナヅチのため船内ではいつも緊張している。両親を殺した犯人への復讐を誓っており、その思いから負に取り付かれ、負が具現化した姿「ネガ・クロエ」がストーリークエストでボスとして登場する。

テイルズ オブ ジ アビス
ルーク・フォン・ファブレ声 - 鈴木千尋
グランマニエ皇国の貴族。口の悪い年相応の青年らしさと己の立場を自覚するゆえの穏やかさを併せ持つが、地位の高さに反して力不足な自分の現状を気にする少々卑屈な面も。グランマニエはマナの消費量が高く、自分も何か力になりたいと思い、親善大使として各国を遊説して回っていたが船での移動中ナディによるテロ行為で船を襲われ、アメールの洞窟に流れつき怪我をして動けなくなっているところを主人公に救出され、バンエルティア号にかくまってもらう形で仲間達と共にギルドメンバーとなる。アッシュの双子の兄であるが、本人はそのことを知らされずに育てられた。
親善大使となって国を出る際に長かった髪をばっさりと切っており、本作では終始穏やかな原典後半に近い性格となっている。長髪の頃は今より幾分わがままな性格だったらしい。
ファブレ家の家名を利用してアドリビトムを皇国所属のギルドにしたため、書類上のギルド立ち上げ人となっている。
『テイルズ オブ ジ アビス』のメンバーでは唯一ストーリークエストでの出番がない。
ティア・グランツ声 - ゆかな
グランマニエ皇国の軍人。冷徹な性格だが可愛いものに目がなく、パニールや獣人化のできるカイウスにメロメロ、何故か暗算に悩むチャットにもメロメロになる。スタイル抜群でキール、カイウス、ルカは彼女との対面時には非常に緊張していた。
ゼロスとジェイドの不在時に「テイルズ オブ ゴールデンビクトリー」にゲストとして呼ばれたが非常に緊張していた。
ガイ・セシル★声 - 松本保典
ルークの従者だが、同時に兄のような存在でもある。機械関連に強い。アメールの洞窟で救出作業をしていた主人公をルークの命を狙っているものと勘違いして襲ってくる。
女性に触れられるのが苦手な体質。そのため少年に見えるチャットに対して違和感を持っており、チャットの性別に気づいた珍しい人物。また、主人公の性別によって自己紹介関連のスキットの態度が大きく変わる。今作では女性が苦手な理由は明かされない。
ジェイド・カーティス★声 - 子安武人
グランマニエ皇国の軍人で、階級は大佐。アドリビトムの名づけ親で、アドリビトムの実質的トップ。バンエルティア号に目をつけ、ギルドが正式な認可を受けていない非合法組織である事を盾にして半ば強制的に皇国所属にしてしまう。その後も船長であるチャットの指示を仰がずギルドメンバーの出入りの許可を下すなど、責任者でないにもかかわらずかなり自由にアドリビトムを動かしている。そのためかジーニアスには船長と間違えられた。
クリア後にはクエスト「テイルズ オブ ゴールデンビクトリー」にてゼロスと共に司会を務める。また前作からの引き継ぎ特典で闘技場クエスト「ビバトル！ テイルズ オブ 」でゼロスと共に向かってくる彼と戦うことが出来る。本編にも良く絡み、クリア後にも絡み、EDでも非常に目立つ。更には「テイルズ オブ ゴールデンビクトリー」最終話でゲームそのものを乗っ取るべくゼロスと共に主人公に勝負を挑むなど、原作以上に腹黒い。
アニス・タトリン★声 - 桃井はるこ
グランマニエ皇国の軍人。巨大な人形のトクナガを操って戦う。両親が人が良すぎて借金が多く、そのためかかなりがめつい性格。玉の輿を狙っており、ギルド内で裕福な身分の男性たち（ルーク、ゼロス、ルカ、クレス、ウッドロウなど）を相手にすると猫をかぶる。ウッドロウに関しては身分を隠しているにもかかわらず裕福であることを察知しており、その勘の確かさをすずに一目置かれている。
原作では両親と大事な誰かを天秤にかけられて両親を優先するなど、苦労を掛けられても親想いだが、今作では両親の事を「お人好し」と疎んじて素直になれない。そのことから負に取り付かれ、負が具現化した姿「ネガ・アニス」がストーリークエストで敵として登場する。
クエスト「テイルズ オブ ゴールデンビクトリー」では、女の子グループの一人で、自分の恋愛の対象相手の確約がなかったことに不満を持っている。
アッシュ★声 - 鈴木千尋
ジャニスの命を狙っている男。本作ではルークの双子の弟。家の名目争いの際、仮にルークが死んだ時の替え玉として用意されていた。原作と違いルークを憎んではいないが複雑な感情を抱いており、対面当初は敵対心を見せた。他作品のキャラとの絡みも少ないがフェイスチャットでパニールに「あなたも家族同然」と言われ、まんざらでもないような態度も見せる。ディセンダーとしての使命を背負っている主人公に対しても一目置いている。サブイベントでのルークとの対決で彼を認め、ファブレ家とも完全に決別する。
クエスト「テイルズ オブ ゴールデンビクトリー」では、ルークと違いストーリーで出番があり専用のサブイベントまで用意されているにもかかわらず、自分のキャラの扱いの悪さに不満を持っている。

テイルズ オブ ザ テンペスト
カイウス・クオールズ★声 - 高城元気
ギルド設立初期メンバー。「リカンツ」と蔑まれている獣人化の能力を持つ種族レイモーンの民の少年。ルビアとは幼馴染であり、よく口げんかをしている。獣人化時の姿から、ティアやプレセアなど、一部の可愛い物＆肉球好きの女性に好意を持たれている。故郷で差別されてきた過去から当初は自分の種族を隠していたが、ギルドに差別する者がいなかった事や、（種族は違うが）同じ獣人のユージーンとの交流などから、「旅が終わったら同じ種族の仲間を探したい」と思うようになる。
ストーリークエストでの出番は無いが、ストーリー中の会話にはちょくちょく出てくるので、比較的台詞は多い。
ルビア・ナトウィック★声 - 門脇舞以
ギルド設立初期メンバー。カイウスと同郷の少女。神学校に通うために旅行中だったが、お金がなくなったためバンエルティア号でアルバイトをしている。ストーリークエストでの出番は無し。

テイルズ オブ イノセンス
登場キャラクターは原作同様に異能力を行使できるが転生者の設定はなく、秘奥義を使っても原作のように転生前の姿にはならない。
ルカ・ミルダ★声 - 木村亜希子
ギルド設立初期メンバー。気弱な性格でいじめられっこ気質だが、異能力によって巨大な剣（ヴェイグの大剣より重量がある）を容易く扱う。裕福な家の出。異能の力に目覚めたため村に居づらくなり、家出するが、時折家族のことを気にしている。将来は医者になりたいと思っている。
イリア・アニーミ★声 - 笹本優子
ギルド設立初期メンバー。ルカ、スパーダの友人。バンエルティア号に密航していたが見つかって働かされている。明るく自分に正直な性格。ギルド内で一番口が悪いらしく、暇つぶしによくルカをいじっている。乗り物に酔いやすい。また笑い声が異様に恐くルビアに突っ込まれたこともある。原作よりもルカに対しては好意を持っている素振りがわずかだがある。モスコビー砂漠の近くの出身。将来は故郷に学校を作りたいと思っている。
クエスト「テイルズ オブ ゴールデンビクトリー」ではとにかく目立ちたいらしく、悪役としてルカと共に戦闘を挑んでくる。
スパーダ・ベルフォルマ★声 - うえだゆうじ
勘当された不良貴族。歳相応に少々スケベな所がある。ルカの両親に頼まれたのと、無茶をするイリアを心配してバンエルティア号にやって来た。
『テイルズ オブ イノセンス』のメンバーでは唯一ストーリークエストでの出番が無い。クエスト「テイルズ オブ ゴールデンビクトリー」ではゼロスたち不在の際、キールと共に司会代行を務めたが、うまく進行できなかった。漫画版での入団シーンは端折られておりいつの間にかアドリビトムに所属している。

テイルズ オブ ヴェスペリア
ユーリ・ローウェル★声 - 鳥海浩輔
フレンという人物に頼まれ、エステルの護衛をしている男性。元騎士。無断でバンエルティア号に侵入し、流れでギルドに入る。近々ギルドを立ち上げたいと考えており、そのメンバーに主人公を誘っている。使える技が非常に少ないが、これはユーリの特徴的な動きをPSPで再現するのは難しかったためである。ストーリークエストでの出番は無し。
漫画版ではバンエルティア号に忍び込んで内部を調べておりその際にチャットのケーキを食べてしまったためケーキ泥棒として追われる羽目になる。そんな中ロアに見つかりメンバーたちに手作りケーキを振舞った。
エステリーゼ・シデス・ヒュラッセイン★声 - 中原麻衣
某国のお姫さま。身分を隠して旅している。本にとても興味があり読んでいる間は周りが見えなくなる。そのため、カノンノの書いている本に関しても興味津々な素振りを見せている。ストーリークエストでの出番は無し。

## 予約特典DVD
- ドラマチックDVD -ゴールデングミ篇-
  - ゼロスとジェイドを司会、カノンノをアシスタントとして進行するトークショー「ゴールデングミ篇」が収録されている。

## 漫画
『Side-BN』Vol.39からVol.50まで連載された。主人公の名前は「ロア・ナシオン」。インターネット公募で決められている。
予約特典DVDに1話と2話が収録されている。当初はオリジナルエピソードを交えながらも原作通りにストーリーが展開していたが、後半は駆け足気味になり、最終話はロアが最後の戦いへ赴くところで終っている。単行本ではその後のロアとゲーデの戦いが描かれている。
テイルズ オブ ザ ワールド レディアント マイソロジー2
作画 - 尾張行 Side-BN。
1. ISBN 978-4-04-867784-4
  - 傭兵・ロッタを主役とした描き下ろし漫画を収録。

2. ISBN 978-4-04-868168-1
  - ロアとゲーデの戦いと、平和になった世界での日常を描いた描き下ろし漫画を収録。

## 関連商品

### 書籍
- テイルズ オブ ザ ワールド レディアント マイソロジー2 探検の書
- テイルズ オブ ザ ワールド レディアント マイソロジー2 公式コンプリートガイド
- テイルズ オブ ザ ワールド レディアント マイソロジー2 ファンズバイブル

### サウンドトラック
- テイルズ・オブ・ザ・ワールド レディアントマイソロジー2 オリジナル・サウンドトラック

## 他作品との関連
テイルズ オブ ザ レイズ（2017年2月28日配信）
シリーズキャラクター共演作品。カノンノが登場。